# Стоик (роман)
«Стоик» (англ. The Stoic) — роман американского писателя Теодора Драйзера, изданный в 1947 году. Третья, заключительная часть цикла «Трилогия желания» о жизни Фрэнка Каупервуда, где описываются его последние годы жизни. Роман остался незаконченным и вышел уже после смерти писателя.
Драйзер после выхода романа «Титан» в 1914 году надолго отложил работу над третьей частью, вернувшись к ней в 1922 году. В 1926 году он посетил Лондон для сбора материалов о финансовой деятельности Чарльза Йеркса, прототипа героя. В 1932 году Драйзер интенсивно работал над романом, написав около двух третей произведения, но в результате закончил произведение только в 1945 году за несколько дней до своей смерти.

## Содержание
После неудачи в Чикаго, когда противники не позволили ему продлить транспортные концессии, Каупервуд переносит деятельность в Лондон, решив заняться строительством линий метрополитена. Каупервуду удаётся заручиться поддержкой лорда Стэйна, имеющего обширные связи в Англии, и его делового партнёра Джонсона.
Беренис Флеминг соглашается стать любовницей Каупервуда после того, как в обществе распространились слухи о том, что её мать содержала публичный дом, и Беренис стали сторониться. Каупервуд также вступает в любовную связь со своей 20-летней двоюродной племянницей Лорной Мэрис (прототипом которой стала племянница Йеркса танцовщица Этель Йеркс), что не приводит к его разрыву с Беренис. Однако Беренис задумывается о том, чтобы ответить взаимностью лорду Стэйну, который увлёкся ею. По совету Беренис Каупервуд нанимает Толлифера, который начинает оказывать внимание его жене Эйлин, чтобы отвлечь её. Сначала Эйлин недоумевает, почему Толлифер дружески привязывается к ней и сопровождает в увеселительных поездках, но вскоре узнаёт истинное положение вещей и устраивает Каупервуду скандал. Фрэнку удаётся разрядить ситуацию. Во время его отдыха в Англии с Беренис у него обнаруживается болезнь почек. Врачи опасаются, что он проживёт не больше года. Каупервуд понимает, что необходимо составить завещание и, по возможности, разобраться с финансовыми делами. Во время поездки в США на теплоходе у него случается обострение болезни почек. Каупервуда перевозят в гостиницу. После переговоров с Эйлин и Беренис он умирает. Эйлин пытается судиться по многочисленным искам, последовавшим после смерти мужа. Беренис отправляется в Индию. Эйлин умирает. Беренис, пройдя школу йоги, основывает больницу для бедных и работает сестрой милосердия.